# Sapfir Kramatorsk
Sapfir Kramatorsk (ukr. ФК «Сапфір» Краматорськ) – ukraiński klub piłkarski z siedzibą w mieście Kramatorsk, na wschodzie kraju, działający w latach 2008–2021.

## Historia
Chronologia nazw:
- 2008: Sapfir Kramatorsk (ukr. «Сапфір» Краматорськ)
- 2021: klub rozwiązano

Klub piłkarski Sapfir został założony w Kramatorsku 7 września 2008 roku i reprezentował prywatne przedsiębiorstwo Sapfir, którym kierował Ołeksandr Alijew. Początkowo występował w rozgrywkach mistrzostw i Pucharu obwodu donieckiego. W 2017 zespół zdobył mistrzostwo i superpuchar obwodu oraz dotarł do finału Pucharu obwodu. W sezonie 2017/18 i 2018/19 startował w rozgrywkach Puchar Ukrainy wśród amatorów. Na początku 2022 roku po inwazji Rosji na Ukrainę klub został rozwiązany.

## Sukcesy

### Trofea międzynarodowe
Nie uczestniczył w rozgrywkach europejskich (stan na 31-05-2024).

### Trofea krajowe
| \| \| Zdobyte trofea w rozgrywkach Ukrainy (stan na: 31-05-2024) \| |                                                            |      |          |
| Rozgrywki                                                           | Osiągnięcie                                                | Razy | Sezon(y) |
| · Mistrzostwo                                                       | I miejsce                                                  | 0    |          |
| · Mistrzostwo                                                       | II miejsce                                                 | 0    |          |
| · Mistrzostwo                                                       | III miejsce                                                | 0    |          |
| Puchar                                                              | zdobywca                                                   | 0    |          |
| Puchar                                                              | finalista                                                  | 0    |          |
| II liga                                                             | I miejsce                                                  | 0    |          |
| II liga                                                             | II miejsce                                                 | 0    |          |
| II liga                                                             | III miejsce                                                | 0    |          |
| Ukraina                                                             | Zdobyte trofea w rozgrywkach Ukrainy (stan na: 31-05-2024) |      |          |

- Puchar Ukrainy wśród amatorów
  - 1/16 finału (1): 2018/19

## Poszczególne sezony

### Rozgrywki międzynarodowe

#### Europejskie puchary
Klub nie uczestniczył w rozgrywkach europejskich.

### Rozgrywki krajowe
| \| Ukraina \| Bilans występów klubu w rozgrywkach piłkarskich Ukrainy (Stan na 31 maja 2024 r.) \| \| |                                                                                   |        |       |   |   |   |    |    |     |           |        |        |        |
| Poziom                                                                                                | Rozgrywki                                                                         | Sezony | Mecze | Z | R | P | B+ | B– | Pkt | Lata      | Awanse | Spadki | Naj.   |
| I | Wyszcza liha / Premier-liha                                                       | 0      |       |   |   |   |    |    |     |           |        |        |        |
| II | Persza liha                                                                       | 0      |       |   |   |   |    |    |     |           |        |        |        |
| III                                                                                                   | Druha liha                                                                        | 0      |       |   |   |   |    |    |     |           |        |        |        |
| IV | Perechidna liha / Tretia liha / Amatorska liha                                    | 0      |       |   |   |   |    |    |     |           |        |        |        |
| | Puchar Ukrainy                                                                    | 0      |       |   |   |   |    |    |     |           |        |        |        |
| AP | Puchar Ukrainy wśród amatorów                                                     | 2      |       |   |   |   |    |    |     | 2017–2019 |        |        | 1/16 f |
| Ukraina                                                                                               | Bilans występów klubu w rozgrywkach piłkarskich Ukrainy (Stan na 31 maja 2024 r.) |        |       |   |   |   |    |    |     |           |        |        |        |

## Struktura klubu

### Stadion
Drużyna rozgrywała swoje mecze domowe w Kramatorsk na stadionie Bluming, który może pomieścić 10.000 widzów.

### Sponsorzy
- prywatne przedsiębiorstwo "Sapfir" w Kramatorsku.

## Kibice i rywalizacja z innymi klubami

### Derby
- Słowchlib Słowiańsk
- Szachtar Gorłówka